# Krakovec
Krakovec – wieś i gmina w Czechach, w powiecie Rakovník, w kraju środkowoczeskim. Według danych z dnia 1 stycznia 2021 liczyła 80 mieszkańców.